# Centre de recherche sur le houblon de Hüll
Le centre de recherche sur le houblon de Hüll (Hopfenforschungszentrum Hüll) est un institut de recherche agronomique spécialisé sur le houblon, situé en Bavière (Allemagne). Cet institut, géré par la Société allemande de recherche sur le houblon (Deutsche Gesellschaft für Hopfenforschung) et le Land de Bavière, se trouve dans le Hallertau, première zone continue de culture du houblon au monde. La recherche sur le houblon se concentre en particulier sur les progrès en matière de sélection, de récolte et de phytochimie.

## Historique
La Société de recherche sur le houblon a été fondée en 1926 en réponse à une épidémie de mildiou du houblon (dû à Pseudoperonospora humuli) en Allemagne. Il a été doté d'une concession de terres de 71 hectares à Hüll (Wolnzach) pour la conduite d'expériences de sélection en vue de créer des cultivars de houblon résistants à ce champignon. En 1962, un institut de recherche est construit sur le site. Initialement nommé « Hans-Pfülf-Institut », du nom du président de l'époque de la Deutscher Brauer-Bund (Fédération allemande des brasseurs), il a pris ensuite son nom actuel,  « Hopfenforschungszentrum Hüll ».
Sous la direction de son premier directeur de recherche, Hugo Hampp (de 1926 à 1944), l'institut s'est concentré sur la lutte contre les infections des plants de houblon par des espèces de Peronosporaceae, agents du mildiou, principalement au moyen de fongicides. Le successeur de Hampp, Friedrich Zattler (de 1944 à 1970), s'est concentré sur la sélection de variétés de houblon résistantes aux champignons. Cela a donné de nouvelles variétés, telles que  'Hüller Anfang' (1962), 'Hüller Aroma' (1962), 'Hüller Fortschritt' (1964), 'Hüller Bitterer' (1970) et 'Hallertauer Gold' (1974).
Le troisième directeur de l'institut de recherche sur le houblon, Johann Maier (de 1971 à 1973), a élargi le champ de recherche à la chimie du houblon et aux huiles de houblon. Sous sa présidence, le ministère bavarois de l'agriculture est entré au capital de la Société de recherche sur le houblon, et l'institut est devenu une filiale du Land de Bavière. Aujourd'hui, l'institut est géré en partenariat public-privé entre la Société de recherche sur le houblon et le Land de Bavière.

## Variétés de houblon
Outre les variétés résistantes aux champignons mentionnées plus haut, l'institut a sélectionné un certain nombre de variétés de houblon aromatiques, dont 'Hallertauer Tradition' (1991), 'Opal', 'Perle', 'Saphir', 'Spalter Select' et 'Smaragd', ainsi que les variétés à haute teneur en acides alpha, 'Hallertauer Magnum' (1980), 'Hallertauer Merkur' , 'Hallertauer Taurus' et 'Herkules' (2005). En réponse au mouvement mondial de la bière artisanale, l'institut a sélectionné plusieurs  houblons aux « saveurs spéciales» : 'Hallertau Blanc', 'Huell Melon', 'Mandarina Bavaria' et 'Polaris', commercialisées en 2012 et 'Ariana' et 'Callista', commercialisées en 2016.